# Lukáš Ambros
Lukáš Ambros (* 5. června 2004 Dolní Němčí) je český fotbalista a mládežnický reprezentant.

## Hráčská kariéra
Začínal v rodném Dolním Němčí, odkud se roku 2014 přesunul do 1. FC Slovácko. V sezoně 2014/15 ještě hostoval v Dolním Němčí. V roce 2017 odešel do Slavie Praha. Roku 2020 přestoupil do německého VfL Wolfsburg.
V sobotu 18. února 2023 debutoval v dresu Wolfsburgu v Bundeslize a stal se nejmladším českým hráčem, který v této soutěži nastoupil (18 let, 8 měsíců a 13 dní). Do hry přišel v 74. minutě namísto F. Nmechy, Wolfsburg však podlehl RB Lipsko 0:3 (poločas 0:1). V ročníku 2023/24 hostoval ve třetiligové rezervě SC Freiburg (tým do 23 let). Od sezony 2024/25 je hráčem polského klubu Górnik Zabrze.

### Reprezentace
Od roku 2018 je členem mládežnických reprezentací České republiky. Nastupoval za reprezentační výběry do 15 let (10 startů/753 minuty/1 vstřelená branka), do 16 let (5/331/2), do 18 let (11/779/1), 19 let (10/825/2), 20 let (5/248/0) a do 21 let (1/45/0).

### Ligová bilance
| Ročník             | Zápasy | Góly | Minuty | Klub          |
| ------------------ | ------ | ---- | ------ | ------------- |
| Bundesliga 2022/23 | 1      | 0    | 17     | VfL Wolfsburg |
| CELKEM BUNDESLIGA  | 1      | 0    | 17     |               |